# Jakobs Forevangelium
Jakobs Forevangelium er et af de apokryfe skrifter fra 150-200 e.Kr. og kendes fra mange håndskrifter. Titlen "forevangeliet" skyldes, at udgiverne betragtede det som en indledning til Markusevangeliet eller en forhistorie til Matthæus- og Lukasevangeliet. Forfatternavnet ses i det 25. kapitel, at Jesu bror Jakob er forfatteren; men det drejer sig om et pseudonym. Forfatteren kender ikke til forholdene i Palæstina, så teksten kan ikke stamme derfra. I østkirken vandt teksten stor udbredelse, da den indgik i festliturgierne for jomfru Maria og hendes mor Anna. I vestkirken blev den derimod betragtet som kættersk og forblev ret ukendt frem til 1552, hvor det første gang kom i en latinsk oversættelse. I 1564 udkom en græsk tekst.
Den først kendte omtale af Jakobs Forevangelium er hos Origenes, der omtaler teksten og Peterevangeliet som bevis for, at "Herrens brødre" var Josefs sønner fra første ægteskab. Teksten må altså have eksisteret på hans tid. Historien om Zakarias' død i kapitlerne 22-24 anses for at være senere tilføjelser. Origenes og andre tidlige forfattere hævder, at han døde, fordi han gav jomfru Maria plads blandt jomfruerne i templet, efter at hun havde født Jesus. Påfaldende er også den pludselige måde, Josef bliver til beretningens jeg-person i kapitel 28. Det er blevet tolket som et fragment af en ukendt "Josef-apokryf". En udtalelse fra Clemens af Alexandria dokumenterer, at der allerede i 100-tallet fandtes en historie om en jordemors tilstedeværelse ved Jesu fødsel. Jakobs Forevangelium kendes i sin oprindelige græske og en række orientalske versioner, hvoraf den syriske er ældst. En latinsk version er derimod ikke bevaret, men må have eksisteret, da den blev fordømt under pave Gelasius 1. (492-96). Stoffet genfindes i udvidet og ændret form i
Det Uægte Matthæusevangelium.

## Indhold
Allerede Matthæus og Lukas omtaler Maria som Jesu mor, men uden betydning som person. I Jakobs Forevangelium fremstilles det derimod, som om hun var udvalgt fra sin undfangelse. Af Johannes Døberens undfangelse og fødsel, som de fremstilles i Lukasevangeliet, forstod samtiden, at vigtige personer i bibelhistorien måtte blive til på mirakuløse måder. Forevangeliet beretter derfor, at jomfru Marias forældre – der udstyres med navnene Anna og Joakim – låner typiske træk fra patriarkernes fødsel. De er for gamle til at få børn, ligesom Abrahams kone Sara var det. I sorg over sin barnløshed går Joakim ud i ørkenen og faster i 40 døgn. I hans fravær får Anna besøg af en engel, der bebuder, at hun skal få et barn. Til gengæld lover hun at skænke barnet til Gud. Joakim i ørkenen får en tilsvarende besked. Han vender hjem og finder sin aldrende kone gravid. Kun syv måneder senere føder Anna en datter (kapitel 5), der et halvt år gammel går syv skridt. Derefter lader Anne hende ikke mere komme i berøring med jorden; i stedet laver hun en helligdom i sit soveværelse, hvor barnet opholder sig, kun opvartet af hebræiske jomfruer.
Som treårig bringes Maria til templet og danser af glæde på trappen derop. Hun bor derefter i templet og får sin føde af en engels hånd. Som tolvårig må hun imidlertid bryde op, da hun begynder at menstruere; for menstruationsblod er urent. Tempelpræsterne kalder derfor landets enkemænd sammen for at finde en mand til Maria. Mændenes vandrestave samles, og ud af Josefs stav flyver en due, som sætter sig på hans hoved som tegn på, at han skal gifte sig med pigen. Josef indvender, at han er for gammel til det, og desuden har han allerede sønner fra sit første ægteskab. Han tvinges imidlertid til at tage Maria med sig hjem, hvor han forlader hende for at se til sin tømrervirksomhed. Maria og andre jomfruer sættes til at væve et nyt tempelforhæng, og hun er optaget af at spinde den purpurrøde uld, da engle kommer og bebuder Jesu undfangelse (kapitel 11).
Som i Lukasevangeliet dukker også Zakarias og Elisabeth op; hun venter barn trods sin fremskredne alder, ligesom i sin tid Marias mor. Josef vender hjem og finder sin kone gravid. Fortørnet over hendes formodede letsind er han også bekymret for, om præsterne vil anklage ham for ikke at have holdt øje med hende. Endnu værre bliver det, da hun forsikrer ham om, at hun ikke har kendt nogen mand. Som i Matthæusevangeliet opklares sagen for Josef i en drøm; men den skriftlærde Annas angiver parret til ypperstepræsten, som giver dem prøvevand at drikke. De tager ikke skade af vandet og har dermed bevist, at de er uskyldige (kapitel 16). Som i Lukasevangeliet tager parret til Betlehem for at skrives i mandtal. Maria mærker fødslen nærme sig og ser to folkeslag; det ene grædende (sikkert jøderne), det andet jublende (sikkert de kristne). I Forevangeliet fødes Jesus ikke i en stald. Josef finder derimod en hule og efterlader Maria der, mens han leder efter en hebræisk jordemor. Jesu fødsel er dog nemt overstået: Hele verden står stille et øjeblik; så er Jesusbarnet der. Jordemoren, der er undervejs, ser et stærkt lys stråle ud af hulen og priser Gud, fordi frelsen er født for Israel. En anden kvinde, Salome, stiller sig tvivlende til en jomfrufødsel og undersøger selv Maria; men efter at have konstateret, at hun virkelig er jomfru, fortæres Salomes hånd af ild. En engel byder hende at tage barnet på armen, og hånden helbredes. Som i Matthæusevangeliet beskrives nu de tre vise mænd og barnemordet i Betlehem. Familien flygter dog ikke til Egypten; i stedet bliver Jesus gemt i en oksekrybbe. Elisabeth skjuler sin søn Johannes i et bjerg; imens lader Herodes hans far Zakarias dræbe i templet, og Zakarias' blod forvandles til sten. Beretningen afslutter med at oplyse, at den er forfattet af Jesu bror Jakob i Jerusalem.

## Eksterne links
- Nytestamentlige Apokryfer. Oversættelser, indledning og noter ved Jørgen Ledet Christiansen og Helge Kjær Nielsen – Det Danske Bibelselskab 2002.
- Jakobs Forevangelium og Det Uægte Matthæusevangelium